# Minamiawaji (Hyōgo)
Minamiawaji (南あわじ市 Minamiawaji-shi?) es una ciudad localizada en la prefectura de Hyōgo, Japón. En junio de 2019 tenía una población estimada de 44.737 habitantes y una densidad de población de 195 personas por km². Su área total es de 229,01 km².

## Geografía

### Localidades circundantes
- Prefectura de Hyōgo
  - Sumoto

## Demografía
Según datos del censo japonés, la población de Minamiawaji ha disminuido en los últimos años.
| Año del censo | Población |
| ------------- | --------- |
| 1995          | 56.664    |
| 2000          | 54.979    |
| 2005          | 52.283    |
| 2010          | 49.834    |
| 2015          | 46.912    |